# Two Witches
Two Witches (англ. «Дві Відьми») — фінський готик-рок-гурт, сформований в 1987 році в місті Тампере, Фінляндія. До 1988 року гурт носив назву «Noidat» (фін. «Відьми»). Склад гурту декілька разів змінювався.

## Історія
Гурт сформували вокаліст Юркі Віч і його подруга клавішниця Анне Нурмі. Наступного року вийшов перший сингл, який називався «Pimeyeden Jousi» (фін. «Лук Темряви»). Кілька разів змінивши склад гурту, Юркі Віч і Анне Нурмі зупинилися на ще одній парі музикантів — Науку і Тобі. Вчотирьох вони зуміли створити неповторну атмосферу раннього готичного року. В 1989 році гурт відправився в свій перший гастрольний тур Європою. Гастрольні поїздки по Європі відбувалися кожен рік в умовах постійних змін складу гурту та заключення контрактів з європейськими лейблами звукозапису. Після таких турів в 1993 році Анне Нурмі покинула гурт, щоб приєднатися до гурту «Lacrimosa». Альбоми гурту «Agony of the Undead Vampire», «The Vampires Kiss», «Bites», «Bites and Kisses», а також «Phaeriemagick» (котрий музиканти записували протягом двох днів в умовах жахливого тиску і досі висловлюють негативне ставлення до нього) було видано не лише на фіньских лейблах звукозапису, але також на німецьких і американських.

## Поточний склад
- Юрки Віч — вокал
- ХейДі Спаркс — гітара
- Марко «Gravehill» Хаутамякі — гітара, клавішні
- Алексі — бас-гітара
- Аларік — ударні
- Зинтексія — клавішні

## Дискографія

### Студійні альбоми
- Agony of the Undead Vampire, part II (1992)
- The Vampire's Kiss (1993)
- Phaeriemagick (1993)
- Bites (1995)
- Bites and Kisses (1996)
- Eternal Passion (1999)
- Goodevil (2014)

### Компіляції та перевидання
- Into the Darklands (1996) — спільно з Advanced Art
- Agony of the Undead Vampire, part II — Jubilee Edition (2001)
- Saints & Sinners (2005) — 2 CD
- The Singles Collection (2005)
- Eternal Passion (2005) — перевидання, диджипак
- Bites (2006) — перевидання з бонусним відео
- Inner Circle Outsiders (2009) — 2 CD, компіляція, диджипак

### Сингли та EP
- Pimeyden Jousi (1988) — 7" сингл, спільно з Advanced Art
- Cat's Eyes (1988) — 7" сингл, спільно з Advanced Art
- Like Christopher Lee (1989) — 7" сингл
- Dead Dog's Howl (1991) — 7" сингл
- Bloody Kisses (1994) — EP
- Talvenaika (1997) — EP
- May You Be In Heaven (2002) — EP
- Pimeyden Jousi remixes (2003) — ремікси, 12" сингл
- Sacrifice EP (2004) — EP
- Crucified EP (2010) — EP
- Inner Circle Outsider (2012) — 7" сингл